# Émile Druart
Émile Druart, belgijski lokostrelec, * ?, †  ?.
Sodeloval je na lokostrelskem delu poletnih olimpijskih igrah leta 1900 v disciplini Sur la Perche à la Herse, kjer je osvojil drugo mesto.